# فترة هيسي
فترة هيسي (باليابانية: 平成時代 روماجي: Heisei Jidai) هي الفترة التاريخية السابقة لفترة رييوا في اليابان. بدأت فترة هيسي في 8 يناير، 1989 وهو أول يوم بعد وفاة الإمبراطور هيروهيتو، حيث تسلم ابنه أكيهيتو العرش، وانقضت في 30 إبريل 2019 بعد أن تنازل الإمبراطور السابق أكيهيتو عن العرش لتبدأ فترة رييوا في بعد اعتلاء ابنه ناروهيتو عرش الأقحوان في 1 مايو 2019. ووفقاً للتقاليد اليابانية التي تقضي بتغيير تسمية الإمبراطور بعد وفاته على اسم الفترة التي حكم فيها فإنه تم إعادة تسمية الإمبراطور هيروهيتو إلى الإمبراطور شووا.
وعليه فإن عام 1989 يقابل عام 64 من فترة شووا فقط حتى اليوم السابع من يناير، والعام 1 من فترة هيسي من 8 يناير. فسنة 2013 تعتبر العام 25 من فترة هيسي. أسرع طريقة للحصول على عام هيسي الموافق للعام الحالي هو إضافة رقم 12 إلى آخر رقمين من العام، مثلاً، 2013: 13 + 12 = هيسي 25.

## تاريخ
في يوم 7 يناير 1989 الساعة 7:55 صباحاً أعلن المضيف العام لوكالة القصر الإمبراطوري رسمياً عن وفاة الإمبراطور شووا وأفصح عن تفاصيل تتعلق بإصابته بالسرطان في آخر فترات حياته. بعد ذلك بفترة قصيرة، صرح الناطق الرسمي لرئاسة مجلس الوزراء كيزو أوبوتشي (لاحقاً رئيس الوزراء الياباني) بانتهاء فترة شووا وبداية فترة هيسي.
وفقاً لأوبوتشي، فإن كلمة هيسي جاءت من كتب التاريخ والفلسفة الصينية، من عبارة "内平外成" والتي تعني «سلام في الداخل ورخاء في الخارج»، بالإضافة إلى عبارة "地平天成" والتي تعني «سلام على الأرض ورخاء في السماء» وبدمج معنى الجملتين جاء اسم "平成" والتي تعني السلام والازدهار كاسم للفترة المعاصرة من التاريخ الياباني.

## أحداث
شهد عام 1989 ذروة أحد أسرع فترات نمو الاقتصاد الياباني في التاريخ، وذلك مع رخص سعر الين بالنسبة للدولار فأبقى بنك اليابان على نسبة فوائد منخفضة لتشجيع الاستثمار مما رفع قيمة الممتلكات في طوكيو بمقدار 60% في عام واحد. وبنما أشار مؤشر نيكاي 225 إلى قيمة 39000 في نهاية 1989، فقد هبط إلى 15000 مع حلول 1991 وانهيار اقتصاد الفقاعة في اليابان.